# Fjodor Sergejev
Fjodor Andrejevitsj Sergejev (Russisch: Фёдор Андреевич Сергеев) (Glevobo (oblast Koersk), 7/19 maart 1883 - oblast Toela, 24 juli 1921) was een Russisch revolutionair. Hij is beter bekend als kameraad Artjom (Артём), de Russische en Oekraïense revolutionair. In de begindagen van de Russische SFSR was hij hoofd van de unie van mijnwerkers.
Hij stierf op 24 juli 1921 tijdens het testen van zijn Aerovagon, een met vliegtuigmotoren aangedreven spoorwagon voor het vervoer van hooggeplaatste bolsjewieken. Met hem kwamen ook een aantal andere bolsjewieken om. 
In de jaren na zijn dood werd een aantal plaatsen die met mijnbouw te maken hadden naar hem vernoemd, zoals Artjomovski (Oeral), Artemivsk (bij Loehansk, thans Kypoetsje geheten) en Artemivsk (bij Donetsk, thans Bachmoet geheten)), Artjom (Verre Oosten) en Artjomovsk (Siberië), alsook een aantal straten en gebouwen.
- Australian Dictionary of Biography: sergeyev-fedor-andreyevich-8386
- Gemeinsame Normdatei: 119408503
- International Standard Name Identifier: 0000 0000 8385 6007
- Library of Congress Control Number: n80113393
- Nationale Bibliotheek van Israël: 987007521018605171
- Trove: 1469300
- Virtual International Authority File: 57918928
- WorldCat: E39PBJyRwQwpvyb8xt8wqqRxjC